# Wygoda Mikołajewska
Wygoda Mikołajewska – wieś w Polsce, położona w województwie łódzkim, w powiecie pabianickim, w gminie Lutomiersk.
| SIMC    | Nazwa   | Rodzaj    |
| ------- | ------- | --------- |
| 1039872 | Zacisze | część wsi |

Miejscowość położona jest na Wysoczyźnie Łaskiej.
W latach 1975–1998 miejscowość administracyjnie należała do województwa sieradzkiego.